# أفونسو فيجيريدو
أفونسو فيجيريدو (بالبرتغالية: Afonso Figueiredo) (6 يناير 1993 بلشبونة في البرتغال - ) هو لاعب كرة قدم برتغالي في مركز الدفاع. شارك مع منتخب البرتغال تحت 23 سنة لكرة القدم. أما مع النوادي، فقد لعب مع ستاد رين ونادي بوافيشتا وS.C. Braga B ‏.

## وصلات خارجية
- أفونسو فيجيريدو على موقع قاعدة بيانات كرة القدم.إي يو (الإنجليزية)
- أفونسو فيجيريدو على موقع Soccerway.com (الإنجليزية)